# En terra hostil
En terra hostil (títol original en anglès The Hurt Locker) és una pel·lícula estatunidenca dirigida per Kathryn Bigelow i distribuïda als cinemes l'any 2009, guanyadora de 6 premis Oscar, incloent els de millor directora i millor pel·lícula. Estrenada al Festival de Venècia de 2008, la cinta il·lustra l'experiència d'una unitat d'elit de l'exèrcit estatunidenc a l'Iraq dedicada a la desactivació de bombes. Ha estat doblada al català.

## Comentaris
A partir d'un guió de Mark Boal (guionista i periodista que també va escriure la història de A la vall d'Elah), Bigelow modela una pel·lícula propera al docudrama, amb moments de forta tensió on la càmera es converteix en l'espectador incòmode d'un infern ple de franctiradors, cotxes bomba, contractistes i homes-bomba... En aquest paisatge desolador, els soldats americans semblen un cos estrany i fora de lloc, que tot i ser els "guanyadors" de la guerra sempre estan en el punt de mira. La cinta és destacable per la seva capacitat en combinar situacions tenses amb imatges gairebé poètiques.
Bigelow va utilitzar a una sèrie d'actors desconeguts com a protagonistes així com breus intervencions d'actors més populars: Ralph Fiennes, Guy Pearce, Evangeline Lilly i David Morse.

## Repartiment
- Jeremy Renner: Sergent William James
- Anthony Mackie: Sergent JT Sanborn
- Brian Geraghty: Owen Eldridge
- Guy Pearce: Sergent Matt Thompson
- Ralph Fiennes: Team Leader
- David Morse: Coronel Reed
- Evangeline Lilly: Connie James
- Christian Camargo: Coronel John Cambridge
- Suhail Aldabbach: Suhail Al-Dabbach
- Christopher Sayegh: Beckham
- Nabil Koni: Professor Nabil
- Sam Spruell: Charlie
- Sam Redford: Jimmy
- Feisal Sadoun: Feisal
- Barrie Rice: Chris

## Premis
| Any  | Premi               | Categoria                   | Nominat/da                                     | Resultat   |
| ---- | ------------------- | --------------------------- | ---------------------------------------------- | ---------- |
| 2008 | Festival de Venècia | Lleó d'Or                   | Kathryn Bigelow                                | Nominada   |
| 2010 | Oscar               | Millor pel·lícula           |                                                | Guanyadora |
| 2010 | Oscar               | Millor director             | Kathryn Bigelow                                | Guanyadora |
| 2010 | Oscar               | Millor actor                | Jeremy Renner                                  | Nominat    |
| 2010 | Oscar               | Millor guió original        | Mark Boal                                      | Guanyador  |
| 2010 | Oscar               | Millor fotografia           | Barry Ackroyd                                  | Nominat    |
| 2010 | Oscar               | Millor banda sonora         | Marco Beltrami Buck Sanders                    | Nominats   |
| 2010 | Oscar               | Millor edició de so         | Paul N.J. Ottosson                             | Guanyador  |
| 2010 | Oscar               | Millor so                   | Ray Beckett Paul N. J. Ottosson Craig Stauffer | Guanyadors |
| 2010 | Oscar               | Millor muntatge             | Chris Innis Bob Murawski                       | Guanyadors |
| 2010 | Globus d'Or         | Millor pel·lícula dramàtica |                                                | Nominada   |
| 2010 | Globus d'Or         | Millor director             | Kathryn Bigelow                                | Nominada   |
| 2010 | Globus d'Or         | Millor guió                 | Mark Boal                                      | Nominat    |
| 2010 | BAFTA               | Millor pel·lícula           |                                                | Guanyadora |
| 2010 | BAFTA               | Millor director             | Kathryn Bigelow                                | Guanyadora |
| 2010 | BAFTA               | Millor actor                | Jeremy Renner                                  | Nominat    |
| 2010 | BAFTA               | Millor guió original        | Mark Boal                                      | Guanyador  |
| 2010 | BAFTA               | Millor fotografia           | Barry Ackroyd                                  | Guanyador  |
| 2010 | BAFTA               | Millor muntatge             | Bob Marawski Chris Innis                       | Guanyadors |
| 2010 | BAFTA               | Millor so                   | Ray Beckett Paul N. J. Ottosson Craig Stauffer | Guanyadors |
| 2010 | BAFTA               | Millors efectes visuals     | Richard Stutsman                               | Nominat    |